# Nad Husowem
Nad Husowem este o arie protejată (sit de importanță comunitară — SCI) din Polonia întinsă pe o suprafață de 3.349,42 ha, integral pe uscat.

## Localizare
Centrul sitului Nad Husowem este situat la coordonatele 49°56′30″N 22°13′38″E / 49.9417°N 22.2271°E.

## Înființare
Situl Nad Husowem a fost declarat sit de importanță comunitară în octombrie 2009 pentru a proteja 11 specii de animale.

## Biodiversitate
Situată în ecoregiunea continentală, aria protejată conține 4 habitate naturale: Fânețe de joasă altitudine (Alopecurus pratensis, Sanguisorba officinalis), Păduri de fag Asperulo-Fagetum, Păduri de stejar și carpen Galio-Carpinetum, Păduri aluvionare cu Alnus glutinosa și Fraxinus excelsior (Alno-Padion, Alnion incanae, Salicion albae).
La baza desemnării sitului se află mai multe specii protejate:
- amfibieni (3): izvoraș-cu-burta-galbenă (Bombina variegata), triton cu creastă (Triturus cristatus), Triturus montandoni
- mamifere (2): castor (Castor fiber), vidră de râu (Lutra lutra)
- nevertebrate (6): Carabus variolosus, Cucujus cinnaberinus, Euplagia quadripunctaria, fluturele purpuriu (Lycaena dispar), Phengaris nausithous, Phengaris teleius